# Lacenas
Lacenas és un municipi francès situat al departament del Roine i a la regió d'Alvèrnia-Roine-Alps. L'any 2007 tenia 862 habitants.

## Demografia

### Població
El 2007 la població de fet de Lacenas era de 862 persones. Hi havia 300 famílies de les quals 47 eren unipersonals (16 homes vivint sols i 31 dones vivint soles), 78 parelles sense fills, 159 parelles amb fills i 16 famílies monoparentals amb fills.
La població ha evolucionat segons el següent gràfic:
Habitants censats

### Habitatges
El 2007 hi havia 352 habitatges, 306 eren l'habitatge principal de la família, 20 eren segones residències i 26 estaven desocupats. 331 eren cases i 20 eren apartaments. Dels 306 habitatges principals, 256 estaven ocupats pels seus propietaris, 45 estaven llogats i ocupats pels llogaters i 6 estaven cedits a títol gratuït; 7 tenien dues cambres, 24 en tenien tres, 81 en tenien quatre i 194 en tenien cinc o més. 237 habitatges disposaven pel capbaix d'una plaça de pàrquing. A 103 habitatges hi havia un automòbil i a 193 n'hi havia dos o més.

### Piràmide de població
La piràmide de població per edats i sexe el 2009 era:
| Homes | Edats   | Dones |
| ----- | ------- | ----- |
| 0     | 95 o +  | 0     |
| 0     | 90 a 94 | 8     |
| 0     | 85 a 89 | 4     |
| 0     | 80 a 84 | 4     |
| 4     | 75 a 79 | 4     |
| 12    | 70 a 74 | 8     |
| 20    | 65 a 69 | 20    |
| 12    | 60 a 64 | 12    |
| 24    | 55 a 59 | 12    |
| 16    | 50 a 54 | 12    |
| 16    | 45 a 49 | 20    |
| 68    | 40 a 44 | 32    |
| 32    | 35 a 39 | 68    |
| 32    | 30 a 34 | 36    |
| 20    | 25 a 29 | 12    |
| 8     | 20 a 24 | 16    |
| 28    | 15 a 19 | 28    |
| 40    | 10 a 14 | 48    |
| 44    | 5 a 9   | 44    |
| 40    | 0 a 4   | 20    |

## Economia
El 2007 la població en edat de treballar era de 570 persones, 436 eren actives i 134 eren inactives. De les 436 persones actives 422 estaven ocupades (220 homes i 202 dones) i 14 estaven aturades (7 homes i 7 dones). De les 134 persones inactives 38 estaven jubilades, 64 estaven estudiant i 32 estaven classificades com a «altres inactius».

### Ingressos
El 2009 a Lacenas hi havia 323 unitats fiscals que integraven 938,5 persones, la mediana anual d'ingressos fiscals per persona era de 21.672 €.

### Activitats econòmiques
Dels 52 establiments que hi havia el 2007, 2 eren d'empreses alimentàries, 3 d'empreses de fabricació d'altres productes industrials, 12 d'empreses de construcció, 6 d'empreses de comerç i reparació d'automòbils, 2 d'empreses de transport, 3 d'empreses d'hostatgeria i restauració, 3 d'empreses d'informació i comunicació, 4 d'empreses financeres, 1 d'una empresa immobiliària, 5 d'empreses de serveis i 11 d'entitats de l'administració pública.
Dels 12 establiments de servei als particulars que hi havia el 2009, 1 era un paleta, 1 guixaire pintor, 5 fusteries, 2 lampisteries, 2 electricistes i 1 empresa de construcció.
Dels 3 establiments comercials que hi havia el 2009, 1 era una fleca i 2 carnisseries.
L'any 2000 a Lacenas hi havia 22 explotacions agrícoles que ocupaven un total de 168 hectàrees.

## Equipaments sanitaris i escolars
L'únic equipament sanitari que hi havia el 2009 era una farmàcia.
El 2009 hi havia una escola elemental.

## Poblacions més properes
El següent diagrama mostra les poblacions més properes.